# قاتل الشياطين: كيميتسو نو يايبا – سجلات الهينوكامي
قاتل الشياطين: كيميتسو نا يايبا – سجلات الهينوكامي (بالإنجليزية: Demon Slayer: Kimetsu no Yaiba – The Hinokami Chronicles‎؛ باليابانية: 鬼滅の刃 ヒノカミ血風譚‎، ‏Kimetsu no Yaiba Hinokami Keppūtan) هي لعبة قتال ثلاثية الأبعاد طورتها سيبر كونيكت 2 ونشرتها أنيبلكس في اليابان وسيجا في العالم، صدرت في 2021 على ويندوز، بلاي ستيشن 4، بلاي ستيشن 5، إكس بوكس ون، إكس بوكس سيريس إكس وسيريس إس. هي مقتبسة من أنمي قاتل الشياطين الصادر عام 2019 لكاتبه كويوهارو غوتوغي.

## وصلات خارجية
- قاتل الشياطين: كيميتسو نو يايبا – سجلات الهينوكامي على موقع IMDb (الإنجليزية)

- (بالإنجليزية)
- (باليابانية)